# Yazoo-Skandal

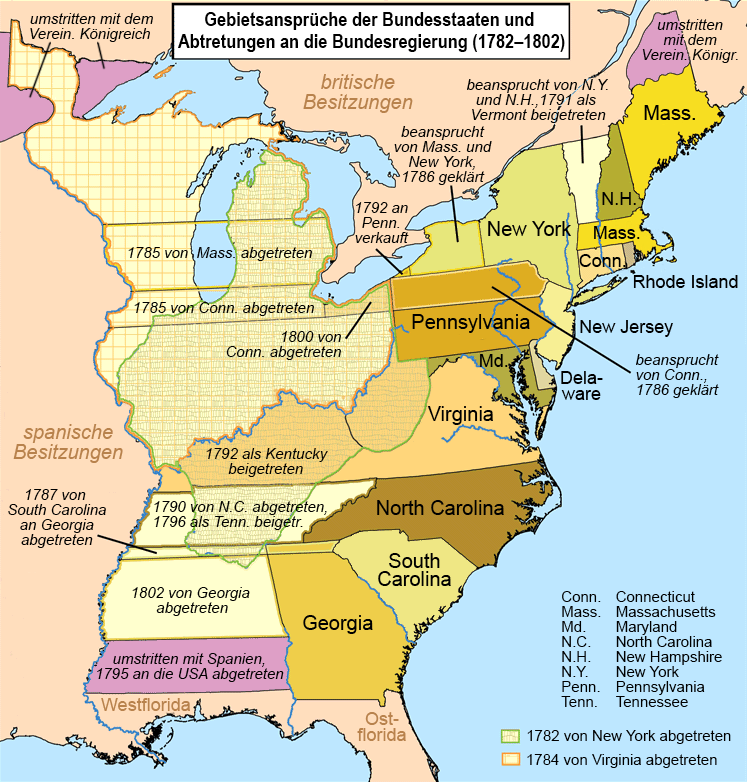
Amerikanische Bundesstaaten und deren Gebietsansprüche (1782–1802). Das Yazoo-Gebiet ist größtenteils jenes jenseits der heutigen Grenzen Georgias in den heutigen Bundesstaaten Alabama und Mississippi.

Bei dem Yazoo-Skandal (Englisch: Yazoo land scandal, Yazoo fraud, Yazoo land fraud oder Yazoo land controversy) handelt es sich um den Verkauf mehrerer Millionen Acre um den Yazoo River in den heutigen Bundesstaaten Alabama und Mississippi durch Georgia im Jahr 1795. Bereits 1796 war der Verkauf, für den der Staat bestochen worden war, annulliert worden. Dies führte wiederum zu langwierigen Auseinandersetzungen um die Ansprüche der Käufer, die 1810 im Fall Fletcher v. Peck vor dem Obersten Gerichtshof mündeten. Es wurde im Sinne der Käufer entschieden.

## Hintergrund
Wie der Rest des Tiefen Südens hatte der Unabhängigkeitskrieg Georgia hart getroffen und den Staatsfinanzen großen Schaden angerichtet. Daher plante die Regierung des Bundesstaates, öffentliche Ländereien in der Frontier an Spekulanten zu verkaufen. Diese wurden nach dem dort fließenden Yazoo River (benannt nach dem dort lebenden Volk der Yazoo) als „Yazoo lands“ bezeichnet. Ende des 18. Jahrhunderts planten bereits viele Kolonisten, die dortigen Indianerstämme zu vertreiben, sich in ihrem Gebiet anzusiedeln und es für die Baumwollproduktion zu kultivieren. Besonders in Folge der Erfindung der Cotton Gin 1793 durch Eli Whitney, die die Baumwollproduktion um einiges vereinfachte, stieg die Nachfrage nach Grundbesitz im Cotton Belt. Bereits 1789 hatte die Georgia General Assembly Teile des Gebietes verkauft, dieses Gesetz wurde jedoch bald wieder zurückgenommen.

## Verlauf
In den 1790ern wuchs der Druck auf die Regierung Georgias durch die Georgia Company, Georgia and Mississippi Company, Upper Mississippi Company und Tennessee Company, seine Ländereien zu verkaufen, stetig. Es hatte sich um den föderalistischen Senator James Gunn (selbst Anteilhaber der Georgia Company) die Gruppe der „Yazooists“ gebildet, eine Lobby für die Spekulanten. Sie bestach einen großen Teil der Georgia General Assembly, Kongressabgeordnete, Richter, den State Treasurer Georgias sowie beide Solicitor Generals des Bundesstaates mit Schmiergeldern und Anteilen an den vier Unternehmen. Schließlich unterzeichnete Gouverneur George Mathews am 7. Januar 1795 den Yazoo Act, mit dem 35 Millionen Acre Land für eine halbe Millionen Dollar an die Unternehmen verkauft wurden. Dieser klare Fall von Korruption schockierte die Öffentlichkeit in Georgia. Noch dazu kam, dass Gunn, der unter dem Druck seiner föderalistischen Parteifreunde stand, im Kongress für den unbeliebten Jay-Vertrag gestimmt hatte. Demonstrationen und Kundgebungen fanden statt, auf denen Bildnisse Gunns öffentlich verbrannt wurden.

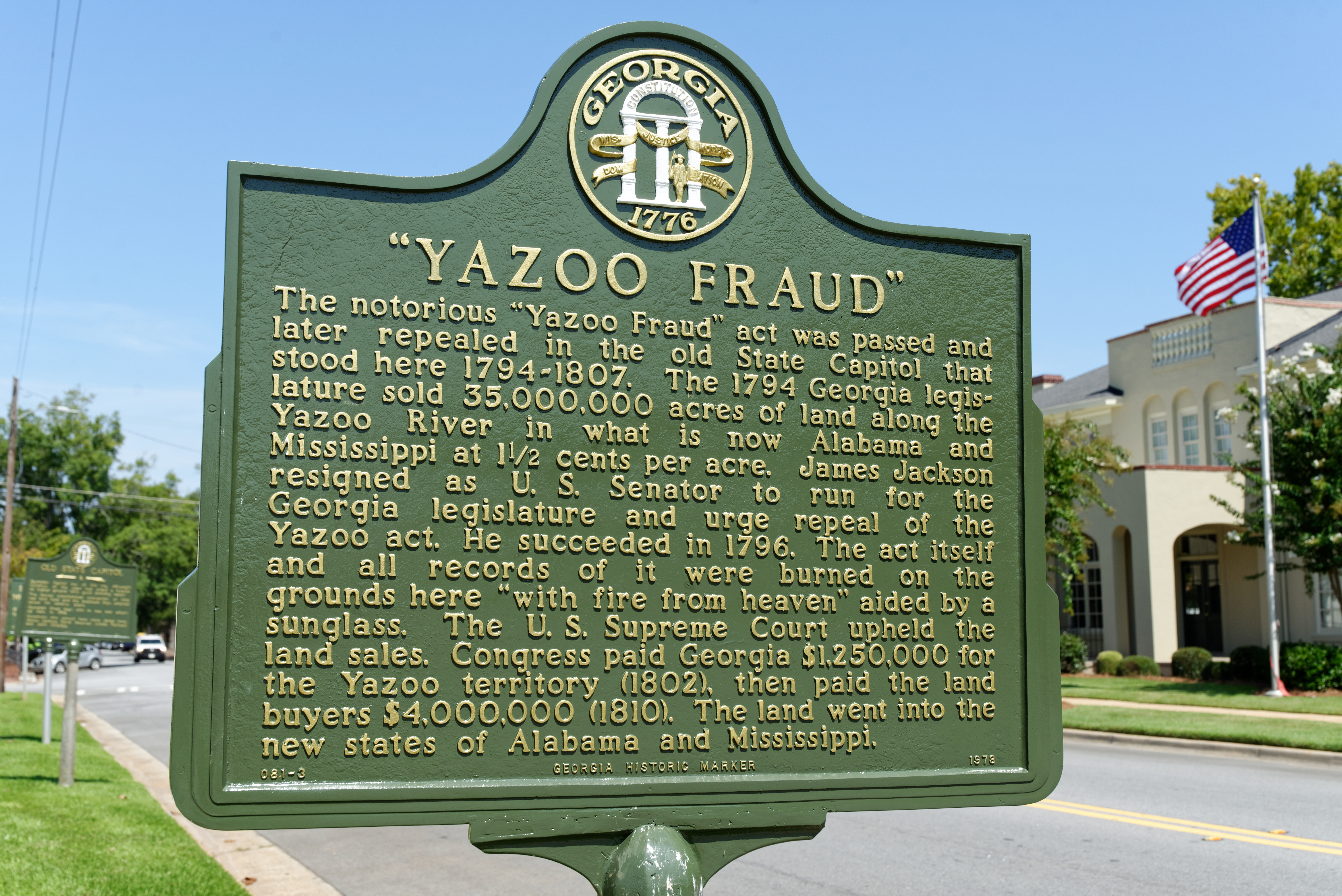
Gedenktafel in Louisville

Auch in der Politik bildete sich um den republikanischen Senator Georgias James Jackson eine mächtige Opposition gegen die Yazooists, die Anti-Yazooists. Um den Skandal vor Ort aufzuklären, trat Jackson von seinem Amt im Kongress zurück und ließ sich in das Repräsentantenhaus von Georgia wählen. Nachdem er dort die Korruptionsvorwürfe gegen Mathews und Gunn bestätigt hatte, gelang es ihm 1796 mit dem Rescinding Act den Kauf wieder aufzuheben. Der Yazoo Act wurde vor dem Parlamentsgebäude öffentlich von den Abgeordneten verbrannt. Mathews musste sein Amt zu Gunsten von Jared Irwin; Gunns Amtszeit dauerte noch einige Jahre an. Noch Jahrzehnte später wurde Yazooist in Georgia als Beleidigung genutzt. Als Folge des Skandals gelang es Jackson, die eng in den Skandal verwickelten Föderalistische Partei in Georgia zu entmachten. An ihre Stelle traten die Republikaner, die in Georgia klar unter seiner Führung standen. In den folgenden Jahren spielte er bei der Ämtervergabe und in der Presse eine entscheidende Rolle. Jackson galt daher bis zu seinem Tod im Jahr 1806 als der politische „Koloss“ Georgias, wie ihn eine Satire aus dem Jahr 1796 nannte. 1798 wurden Bestandteile des Rescinding Acts in die Verfassung von Georgia aufgenommen. Georgia verkaufte das Yazoo-Land 1802 für $1,25 Mio. an die Bundesregierung. Die Bestrebungen der Spekulanten um Entschädigungen resultierten im Fall Fletcher v. Peck, der 1810 vom Obersten Gerichtshof zu ihren Gunsten entschieden wurde: Der Rescinding Act sei ein verfassungswidriger Verstoß gegen das Vertragsrecht. Unter Leitung des Chief Justice John Marshall schuf das Gericht damit den Präzedenzfall, dass auch die Gesetze der Bundesstaaten ihrem Judicial Review unterliegen. Die Entschädigung fand 1814 durch den Kongress statt. Die Ursache der langen Verzögerung waren die Taktiken der Anti-Yazooists, die sich durch die Entscheidung des Gerichts in ihren States’ Rights bedroht sahen. Der Kongress konnte sein Versprechen an die Regierung Georgias, die Ansprüche der Indianerstämme der Creek und Cherokee im Yazoo-Land so schnell wie möglich zu tilgen, nicht erfüllen. Dennoch siedelten in den nächsten Jahrzehnten immer mehr Siedler ohne Rücksicht auf diese Völker in dieses Gebiet um und forderten ihre sofortige Vertreibung. Dies führte zum Indian Removal Act und dem darauffolgenden Pfad der Tränen, bei dem tausende Mitglieder der Fünf Zivilisierten Stämme an den Folgen der Deportation durch die US-Regierung ums Leben kamen.